# Peter Angerer
Peter Angerer (* 14. Juli 1959 in Hammer, Siegsdorf, Bayern) ist ein ehemaliger deutscher Biathlet.
Bei den Olympischen Winterspielen 1984 holte er im Einzelrennen über 20 km eine von zwei Goldmedaillen für die Bundesrepublik Deutschland. Darüber hinaus gewann er über die 10 km eine Silbermedaille und holte mit der bundesdeutschen Biathlon-Staffel Bronze. Bereits vier Jahre zuvor in Lake Placid hatte er mit der Staffel Bronze geholt. Bei der Schlussfeier war er der Fahnenträger der bundesdeutschen Mannschaft. Vier Jahre später war er bei den Olympischen Winterspielen 1988 in Calgary der Fahnenträger bei der Eröffnungsfeier und gewann noch einmal Silber mit der Staffel. Dazwischen hatte Angerer fünf WM-Medaillen sowie mehrere Weltcuperfolge errungen. Außerdem war er 1983 Gewinner des Biathlongesamtweltcups und bekam 1984 einen Bambi.
Bei den Deutschen Meisterschaften im Biathlon 1986 in Friedenweiler hatte sich Angerer in Führung liegend fünf Fehlschüsse geleistet und war so auf den dritten Platz zurückgefallen. Im selben Jahr wurde Angerer nach den Biathlon-Weltmeisterschaften in Oslo positiv auf Methyltestosteron getestet und bis zum 31. Januar 1987 wegen des Dopingvergehens gesperrt. Die bei den Weltmeisterschaften gewonnene Silbermedaille über 10 Kilometer wurde ihm ebenso aberkannt wie der deutschen Staffel die Bronzemedaille. Der Deutsche Ski-Verband gab dem Mannschaftsarzt die Schuld für das Dopingvergehen, mit Franz Wudy war bei einem weiteren bundesdeutschen Biathleten bei den Weltmeisterschaften ein verbotener Stoff festgestellt worden. Der Biathlon-Weltverband erkannte an, dass Angerer und Wudy „nicht wissentlich“ handelten. Im Februar 1993 sprach sich Angerer für eine Freigabe von Dopingmitteln aus. Bei freier Zugänglichkeit würden sie bei Chancengleichheit wieder überflüssig werden, lautete seine Begründung.
Heute betreibt Angerer eine Langlaufschule in Ruhpolding.